# U 1007
U 1007 war ein deutsches Unterseeboot des Typs VII C, ein sogenanntes „Atlantikboot“. Es wurde durch die Kriegsmarine während des U-Boot-Krieges im Nordatlantik eingesetzt und konnte keine Schiffe versenken. Am 2. Mai 1945 wurde es auf der Trave durch einen britischen Luftangriff zerstört, wobei zwei Besatzungsmitglieder starben und 47 Mann sich aus dem Boot ans Ufer retteten.

## Technische Daten
Ein Typ VII C-Boot erreichte, getrieben von zwei Dieselmotoren bei der Überwasserfahrt eine Geschwindigkeit von 17 Knoten, hatte eine maximale Reichweite von 6500 sm und konnte unter Wasser mithilfe der zwei Elektromotoren 7,8 Knoten Fahrt machen, bei einer maximalen Reichweite von 80 sm.

## Kommandanten
- 18. Januar 1944 bis 9. Juli 1944 Kptlt. Hans Hornkohl
- 3. Juli 1944 bis 7. Juli 1944 Oblt.z.S. Leonhard Klingspor (in Vertretung)
- 10. Juli 1944 bis Februar 1945 Oblt.z.S. Helmut Wicke
- Februar 1945 bis April 1945 Oblt.z.S. Karl-Heinz Raabe
- April 1945 bis 2. Mai 1945 Kptlt. Ernst von Witzendorff

Quelle:

## Einsatz und Geschichte
U 1007 fuhr vom 18. Januar bis zum 31. Mai 1944 als Ausbildungsboot bei der 31. U-Flottille (Hamburg) und wurde am 1. Juni 1944 der 1. U-Flottille (Brest) als Frontboot zugeteilt.
Der Kommandant Kapitänleutnant Hans Hornkohl und die Besatzung von U 1007 stammten vom vor Vigo (Spanien) nach schwerer Beschädigung am 24. Oktober 1943 selbstversenkten U 566, wobei alle Besatzungsmitglieder von einem spanischen Fischkutter gerettet und am 31. Oktober 1943 zurück nach Brest (Finistère), später nach Hamburg geschickt wurden.
Feindfahrt – U 1007 verließ Kiel am 31. Mai 1944 zur ersten Unternehmung und lief einen Tag später, am 1. Juni 1944, in Flekkefjord ein.
Am 10. Juni 1944 verließ U 1007 Flekkefjord und lief am 27. Juni in Marviken ein.
Am 7. Juli 1944 begann U 1007 die Rückfahrt nach Kiel, wo das U-Boot am 9. Juli eintraf.
Weitere Einsätze bis zum 2. Mai 1945 sind weitestgehend unbekannt.
Im März 1945 brachte U 1007 fünfunddreißig Hitlerjungen von der Halbinsel Hela nach Rönne (Kiel).
Am 2. Mai 1945 befand sich U 1007 auf der Trave und wurde durch mehrere Raketentreffer von Hawker Typhoons der britischen 2. Tactical Air Force Squadron 245 schwer beschädigt, wobei zwei Besatzungsmitglieder umkamen. Es entstanden Risse und mehrere große Löcher im Druckkörper. Das U-Boot wurde daraufhin auf den Strand gesetzt. Die 47 Überlebenden verließen das U-Boot und gingen an Land.
Im Juni 1946 wurde das am Ufer der Trave liegende Wrack abgebrochen.